# Sigmundsdóttir
Sigmundsdóttir ist ein isländischer und färöischer Personenname.

## Herkunft und Bedeutung
Der Name ist ein Patronym und bedeutet Tochter des Sigmundur. Die männliche Entsprechung ist Sigmundsson (Sohn des Sigmundur). 

## Namensträgerinnen
- Jóhanna María Sigmundsdóttir (* 1991), isländische Politikerin
- Tóra Sigmundsdóttir (um 980 – nach 1035), Figur der Färingersaga